# Steven Best
Steven Best é um ativista americano dos direitos animais, apresentador de talk show, e professor associado da Universidade do Texas em El Paso.
Best é cofundador do Institute for Critical Animal Studies, conhecido formalmente como Center on Animal Liberation Affairs, o primeiro grupo dedicado à discussão filosófica da Libertação Animal. Seus interesses acadêmicos são a filosofia continental, a pós-modernidade e a filosofia ambiental.